# أندري ياكوفليف
أندري ياكوفليف هو لاعب كرة قدم روسي في مركز الدفاع، ولد في 12 يناير 1995 في سانت بطرسبرغ في روسيا. لعب مع زينيت سانت بطرسبرغ ونادي يابلونتس.

## وصلات خارجية
- أندري ياكوفليف على موقع قاعدة بيانات كرة القدم.إي يو (الإنجليزية)
- أندري ياكوفليف على موقع Soccerway.com (الإنجليزية)